# Dan Shomron
Dan Shomron (hebreiska דן שומרון), född 5 augusti 1937, död 26 februari 2008 var en israelisk general.
Internationellt blev han känd då han ledde Operation Entebbe 1976 där de befriade gisslan i Uganda som hölls fångna under ledning av bland annat Idi Amin.
Dan Shomron var åren 1987-1991 Ramatkal, dvs försvarsstabschef för Israels försvarsmakt.
I filmen Slaget om Entebbe porträtteras han av Charles Bronson.